# Tarenna wallichii
Tarenna wallichii är en måreväxtart som först beskrevs av Joseph Dalton Hooker, och fick sitt nu gällande namn av Henry Nicholas Ridley. Tarenna wallichii ingår i släktet Tarenna och familjen måreväxter. Inga underarter finns listade i Catalogue of Life.